# مسجد امام محمد بن عبدالوهاب
مسجد امام محمد بن عبدالوهاب، که به عنوان مسجد جامع قطر نیز شناخته می‌شود، در لجبیالت، دوحه واقع شده و به نام محمد بن عبدالوهاب، بنیان‌گذار جنبش وهابی نامگذاری شده است. این مسجد بزرگ‌ترین مسجد در کشور قطر است و ظرفیت بیش از ۳۰٬۰۰۰ نفر نمازگزار را دارد. طراحی معماری آن ترکیبی از عناصر سنتی عربی و مدرن است که با ۹۹ گنبد خود که نشان دهنده ۹۹ نام خداوند هستند و یک شبستان بزرگ، مشخص می‌شود. این مسجد همچنین شامل یک کتابخانه، سالن‌های سخنرانی و فضاهای باز فراوانی است.
این مسجد در سال ۲۰۱۱ افتتاح شد و امیر قطر در مراسم افتتاحیه حضور داشت.